# شوتارو ایهاتا
شوتارو ایهاتا (انگلیسی: Shotaro Ihata؛ زادهٔ ۱۲ فوریهٔ ۱۹۸۷) بازیکن فوتبال اهل ژاپن است.
از باشگاه‌هایی که در آن بازی کرده‌است می‌توان به باشگاه فوتبال هوم یونایتد اشاره کرد.